# Xã West Peter Creek, Quận Cleburne, Arkansas
Xã West Peter Creek (tiếng Anh: West Peter Creek Township) là một xã thuộc quận Cleburne, tiểu bang Arkansas, Hoa Kỳ. Năm 2010, dân số của xã này là 1.038 người.